# ما بعد البوم الأمريكي اللاتيني
يعد مصطلح ما بعد تيار البوم الأمريكي اللاتيني التيار الرئيسى للفن الروائي الأمريكي والذي ظهر في العقود الأخيرة من تيار الحداثة أي في أواخر الستينيات، ويتناول هذا التيار الموضوعات السياسية ويقدم ابتكارات من الناحية التقنية. ظهر ما بعد البوم بعد ازدهار تيار البوم الأمريكي اللاتيني. ومن الجدير بالذكر أن بعض العلماء والكتّاب يفضلون تسمية هذا التيار باسم الأدب المجدد أو أدب ما بعد الحداثة، وذلك لكى لا يتم استخدام مصطلحات أجنبية. كما أن بعض الكتّاب الذين ينتمون إلى هذا الاتجاه الأدبى يعبرون عن رفضهم لتيار البوم الأمريكي اللاتيني وينتقدون تجاوزاته التقنية والبعض الآخر يتقبلون بعض ملامحه. ومن الكتاب الذين ينتمون إلى هذا التيار: ألفريدو بريث تشنيكي، مانويل بويج، خوسيه بالسا، سيفيرو ساردوى، إيزابيل أيندي، رينالدو أريناس، أوسفالدو سوريانو وأنطونيو سكارميتا.

## خصائصه
بالرغم من أن اسم هذا التيار مأخوذ من من تيار البوم الأمريكي اللاتيني، إلا أنه لا يوجد بينهما أي نقاط تشابه، حيث يتميز هذا التيار بالآتى:
1. لا ينشغل هذا التيار بابتكار أنماط جديدة من الأدب مثلما ظهر في كتابات: خوليو كورتاثر، ماريو بارجاس يوسا، جابرييل جارسيا ماركيز، كارلوس فوينتس وغيرهم.
2. يفضل هذا التيار الأسلوب المباشر والذي يتميز بسهولته في القراءة، كما أنه يعود إلى الواقعية ولكن لا تظهر فيه أي عوامل متعلقة بفكرة الوجودية كالموجودة في أعمال كورتاثر.
3. يعطى أهمية كبيرة إلى الأحداث التاريخية أي القائمة على أحداث واقعية.
4. تناقش الكثير من الأعمال فكرة «المنفى» والتي تعد فكرة مشتركة بين كتّاب هذا الاتجاه.
5. ظهور فكرة الأدب النسائي وتعديل فكرة تداول الموضوعات الجنسية في الأعمال.

## الكتّاب
أغلبية كتّاب هذا الاتجاه ينتمون إلى جيل الأربعينيات. ومن أبرزهم يأتي كل من إيزابيل أيندي ورينالدو أريناس وماريو بينديتي وخوسيه دونوسو وميمبو جياردينيي وكارلوس مارتينث مورينو وفرناندو ديل باسو ومانويل بويج ولويس رافائيل سانشيث وأنطونيو سكارميتا وألفريدو بريث تشنيكي وأندريس كايثيدو ورافائيل تشاباروا مادييدو وروبرتو بولانيو.